# W̱
Cette page contient des caractères spéciaux ou non latins. S’ils s’affichent mal (▯, ?, etc.), consultez la page d’aide Unicode.
W̱ (minuscule : w̱), appelé W macron souscrit, est un graphème utilisé dans l’écriture du saanich et du tagbanwa calamian. Il s’agit de la lettre W diacritée d’un macron souscrit. 

## Utilisation
Le saanich utilise la majuscule ‹ W̱ ›, son orthographe utilisant uniquement les lettres majuscules.

## Représentations informatiques
Le W macron souscrit peut être représenté avec les caractères Unicode suivants :
- décomposé (latin de base, diacritiques) :

| formes    | représentations | chaînes de caractères | points de code | descriptions                                          |
| --------- | --------------- | --------------------- | -------------- | ----------------------------------------------------- |
| capitale  | W̱               | W◌̱                    | U+0057 U+0331  | lettre majuscule latine w diacritique macron souscrit |
| minuscule | w̱               | w◌̱                    | U+0077 U+0331  | lettre minuscule latine w diacritique macron souscrit |